# Jiří Kučera
Jiří Kučera (né le 28 mars 1966 à Plzeň (Tchécoslovaquie aujourd'hui ville de République tchèque) est un joueur ancien professionnel de hockey sur glace. Il fut membre de l'équipe de Tchécoslovaquie puis de celle de République tchèque remportant la médaille d'or lors de sa dernière sélection pour le championnat du monde de 1996.

## Carrière

### Carrière en club
Kučera commence sa carrière en jouant pour le club de sa ville natale, le TJ Škoda Plzeň, qui évolue dans le championnat élite du pays. Il fait ses débuts avec l'équipe première pour la saison 1983-84 en jouant une douzaine de matchs alors que l'équipe finit à la dernière place du classement. L'équipe parvient tout de même à rester dans l'élite, la 1. liga et il joue une quarantaine de matchs lors de la saison suivante.
Âgé de 19 ans au début de la saison 1985-86, il rejoint le club du HC Dukla Jihlava double champion en titre du pays et va y passer deux saisons sans pour autant parvenir à remporter le titre de champion. Lors de la première saison, l'équipe perd en finale contre le club du VSZ Košice et lors de la seconde, c'est le TJ Tesla Pardubice qui gagne la finale contre Dukla Jihlava.
Fin 1986, il joue ses premiers matchs sous le maillot de l'équipe nationale lors de matchs amicaux puis lors du championnat du monde mais également lors de la Coupe Canada. Il remporte sa première médaille internationale en ramenant le bronze du championnat du monde.
Pour la saison 1987-88, Kučera retourne dans sa ville natale alors que le club joue toujours les dernières places du championnat. Il quitte par la suite son pays en 1990-91, préférant s'exiler en Finlande dans le championnat élite, la SM-liiga. Il signe alors un contrat avec le club de Tappara Tampere et y joue pendant quatre saisons avant de rejoindre la Suède et l'équipe de Luleå HF, qui évolue dans l'Elitserien.
Il connaît sa meilleure saison de sa carrière en 1995-96, alors qu'il finit avec Luleå, à la première place de la première phase puis de la seconde et remporte également le trophée Le Mat de la meilleure équipe de la saison à l'issue des séries éliminatoires. À titre personnel et avec 34 points, il est le huitième meilleur pointeur de la saison puis le cinquième meilleur pointeur des séries (10 points),.
Il décide alors de retourner jouer dans son pays pour son club formateur qui évolue désormais dans l'Extraliga, le nouveau championnat de République tchèque. Mais encore une fois, les résultats ne sont pas à la hauteur de ses espérances et il quitte le club après une saison en demi-teinte. Il joue par la suite une saison avec l'EHC Kloten dans la Ligue nationale A de Suisse puis retourne sous le maillot de Luleå pour ses trois dernières saisons de sa carrière. Il raccroche ses patins à la fin de la saison 2000-01.

### Carrière internationale
Après avoir remporté la médaille de bronze lors du championnat du monde 1987, il remporte la même médaille lors des éditions de 1989 et 1990. Il joue un total de 118 matchs sous les couleurs de la Tchécoslovaquie inscrivant 26 buts lors de ces matchs.
À la suite de la partition de son pays, il est sélectionné pour jouer avec la République tchèque dès l'édition 1993 des championnats du monde et il remporte une nouvelle médaille de bronze.
Il va devoir attendre sa dernière sélection lors du championnat du monde de 1996 pour remporter sa première médaille d'or de sa carrière. Auteur de cinq buts et deux passes décisives, il va grandement aider son équipe à remporter le titre.

## Statistiques

### Statistiques en club
| Saison     | Équipe               | Ligue      |     | Saison régulière | Saison régulière | Saison régulière | Saison régulière | Saison régulière |    | Séries éliminatoires | Séries éliminatoires | Séries éliminatoires | Séries éliminatoires | Séries éliminatoires |
| Saison     | Équipe               | Ligue      | PJ  | B                | A                | Pts              | Pun              | PJ               | B  | A                    | Pts                  | Pun                  |                      |                      |
| 1983-1984  | TJ Škoda Plzeň       | 1. liga    | 12  | 0                | 0                | 0                | 0                |                  |    |                      |                      |                      |                      |                      |
| 1984-1985  | TJ Škoda Plzeň       | 1. liga    | 40  | 6                | 6                | 12               | 4                |                  |    |                      |                      |                      |                      |                      |
| 1985-1986  | HC Dukla Jihlava     | 1. liga    | 30  | 6                | 4                | 10               | 10               |                  |    |                      |                      |                      |                      |                      |
| 1986-1987  | HC Dukla Jihlava     | 1. liga    | 43  | 13               | 12               | 25               | 18               |                  |    |                      |                      |                      |                      |                      |
| 1987-1988  | TJ Škoda Plzeň       | 1. liga    | 41  | 21               | 24               | 45               | 22               |                  |    |                      |                      |                      |                      |                      |
| 1988-1989  | TJ Škoda Plzeň       | 1. liga    | 40  | 20               | 15               | 35               | 22               |                  |    |                      |                      |                      |                      |                      |
| 1989-1990  | TJ Škoda Plzeň       | 1. liga    | 47  | 10               | 24               | 34               | 16               |                  |    |                      |                      |                      |                      |                      |
| 1990-1991  | Tappara Tampere      | SM-Liiga   | 44  | 23               | 34               | 57               | 26               | 3                | 0  | 2                    | 2                    | 4                    |                      |                      |
| 1991-1992  | Tappara Tampere      | SM-Liiga   | 44  | 22               | 20               | 42               | 8                |                  |    |                      |                      |                      |                      |                      |
| 1992-1993  | Tappara Tampere      | SM-Liiga   | 48  | 22               | 32               | 54               | 20               |                  |    |                      |                      |                      |                      |                      |
| 1993-1994  | Tappara Tampere      | SM-Liiga   | 47  | 16               | 26               | 42               | 37               | 10               | 7  | 5                    | 12                   | 4                    |                      |                      |
| 1994-1995  | Luleå HF             | Elitserien | 40  | 15               | 12               | 27               | 24               | 9                | 2  | 7                    | 9                    | 8                    |                      |                      |
| 1995-1996  | Luleå HF             | Elitserien | 39  | 15               | 19               | 34               | 18               | 12               | 4  | 8                    | 12                   | 6                    |                      |                      |
| 1996-1997  | HC Interconnex Plzeň | Extraliga  | 43  | 10               | 23               | 33               | 28               |                  |    |                      |                      |                      |                      |                      |
| 1997-1998  | EHC Kloten           | LNA        | 38  | 8                | 22               | 30               | 18               | 7                | 1  | 2                    | 3                    | 2                    |                      |                      |
| 1998-1999  | Luleå HF             | Elitserien | 45  | 7                | 21               | 28               | 52               | 5                | 2  | 1                    | 3                    | 4                    |                      |                      |
| 1999-2000  | Luleå HF             | Elitserien | 47  | 13               | 21               | 34               | 34               | 9                | 1  | 1                    | 2                    | 6                    |                      |                      |
| 2000-2001  | Luleå HF             | Elitserien | 34  | 10               | 8                | 18               | 8                |                  |    |                      |                      |                      |                      |                      |
| Totaux LNH | Totaux LNH           | Totaux LNH | 722 | 237              | 323              | 560              | 365              | 55               | 17 | 26                   | 43                   | 34                   |                      |                      |

### Statistiques en équipe nationale
| Année  | Équipe          | Compétition          |    | PJ | B  | A  | Pts | Pun                                  |  | Résultats |
| 1987   | Tchécoslovaquie | Championnat du monde | 10 | 0  | 2  | 2  | 11  | Médaille de bronze                   |  |           |
| 1987   | Tchécoslovaquie | Coupe Canada         | 6  | 0  | 0  | 0  | 2   | Défaite en demi-finale contre Canada |  |           |
| 1989   | Tchécoslovaquie | Championnat du monde | 10 | 2  | 2  | 4  | 4   | Médaille de bronze                   |  |           |
| 1990   | Tchécoslovaquie | Championnat du monde | 8  | 4  | 1  | 5  | 8   | Médaille de bronze                   |  |           |
| 1991   | Tchécoslovaquie | Championnat du monde | 10 | 0  | 1  | 1  | 2   | 6e place                             |  |           |
| 1993   | Tchéquie        | Championnat du monde | 8  | 0  | 5  | 5  | 2   | Médaille de bronze                   |  |           |
| 1994   | Tchéquie        | Jeux olympiques      | 8  | 6  | 2  | 8  | 4   | 5e place                             |  |           |
| 1994   | Tchéquie        | Championnat du monde | 6  | 4  | 0  | 4  | 0   | 7e place                             |  |           |
| 1995   | Tchéquie        | Championnat du monde | 8  | 1  | 0  | 1  | 2   | 4e place                             |  |           |
| 1996   | Tchéquie        | Coupe du monde       | 2  | 0  | 0  | 0  | 2   | Élimination au premier tour          |  |           |
| 1996   | Tchéquie        | Championnat du monde | 8  | 5  | 2  | 7  | 6   | Médaille d'or                        |  |           |
| Totaux | Totaux          | Totaux               | 84 | 22 | 15 | 37 | 43  |                                      |  |           |